# Cap-aux-Os
Cap-aux-Os est un village du Québec enclavé dans le parc Forillon en Gaspésie. Il fait partie de la ville de Gaspé depuis le 1er janvier 1971.

## Historique
En 1840, à la carrière de la Pointe à la batterie, on commence à y extraire des blocs de grès. Les pierres, de teinte brune, furent utilisées pour la construction d'immeubles dans la région de Gaspé tel l'ancien hôtel Ash Inn à Gaspé.
En 1861, la mission Saint-Jean-Baptiste fut fondée à Cap-aux-Os. En 1929, la paroisse francophone fut érigée en l'honneur du premier habitant de l'endroit, Jean-Baptiste Ouellet. À cause des nombreux ossements de baleine trouvés sur la plage, l'endroit fut appelé Cap-aux-Os. Un phare fut construit en 1950.
En novembre 1997, des résidents du village de Cap-aux-Os se sont unis pour sauver le bâtiment de l’école qu’on venait de fermer en raison d’un nombre d’élèves insuffisant. L'école fut dès lors reconvertie en centre communautaire et en auberge (Auberge de la Petite École).
Le village fêtera le centième anniversaire de sa fondation en 2021. 

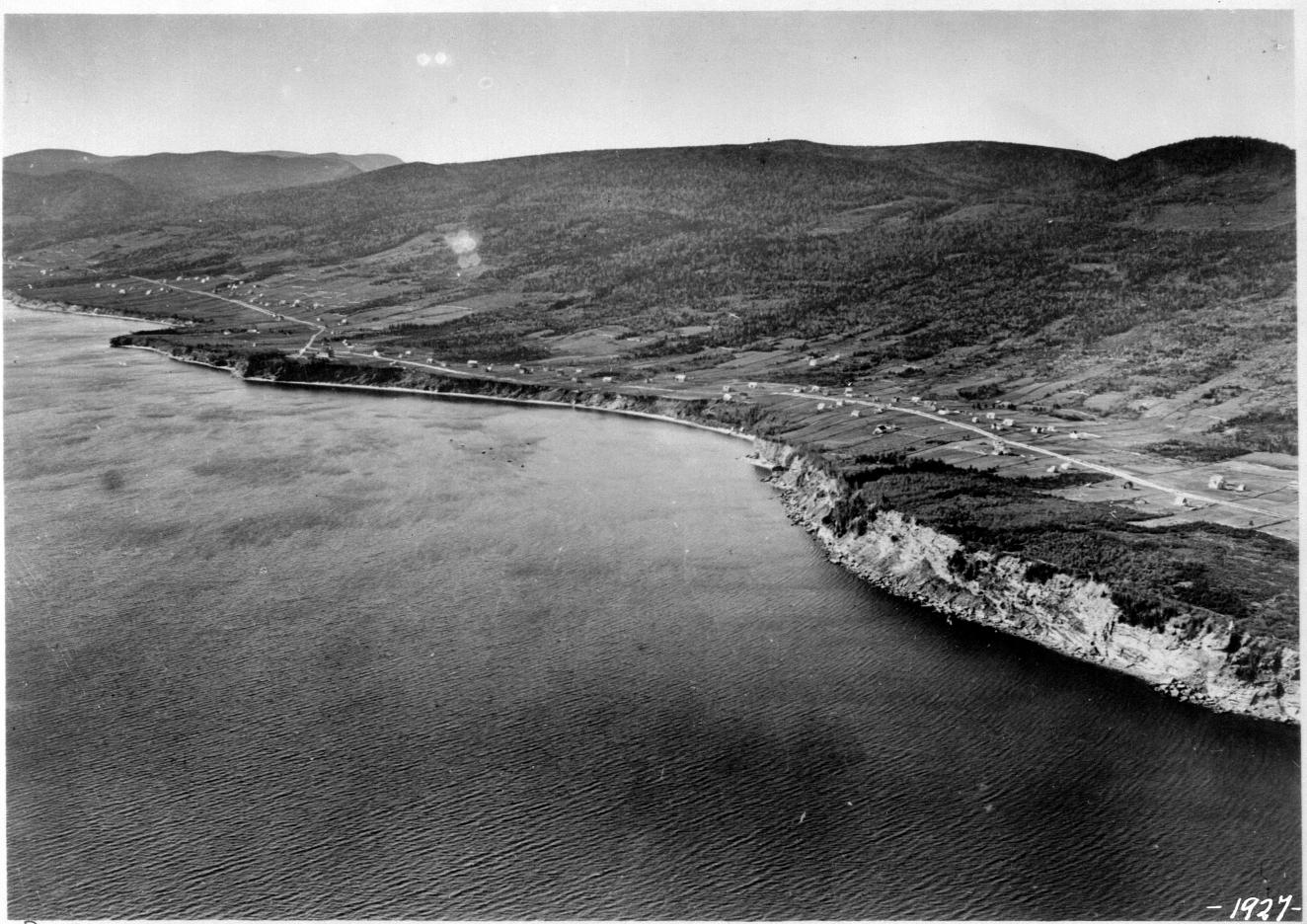
Photographie aérienne, 1927
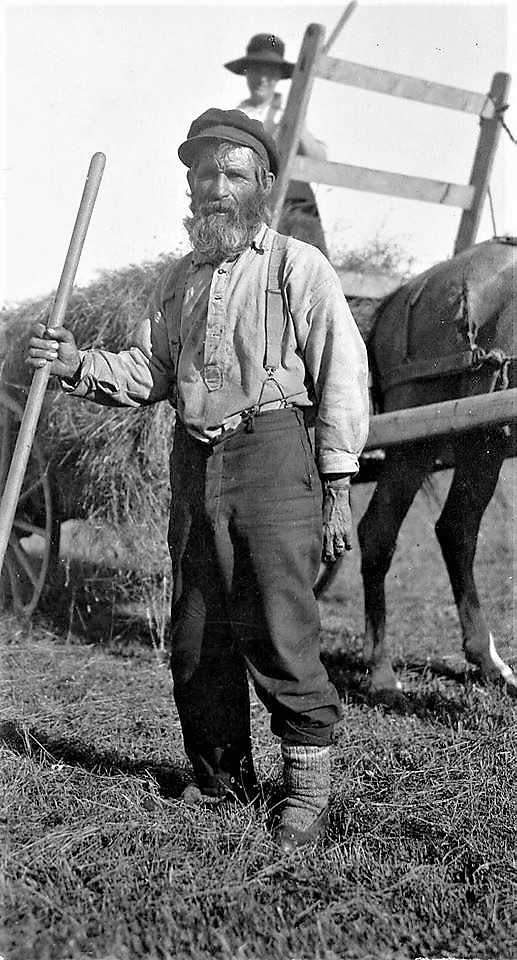
Ferdinand Lemieux, 1930
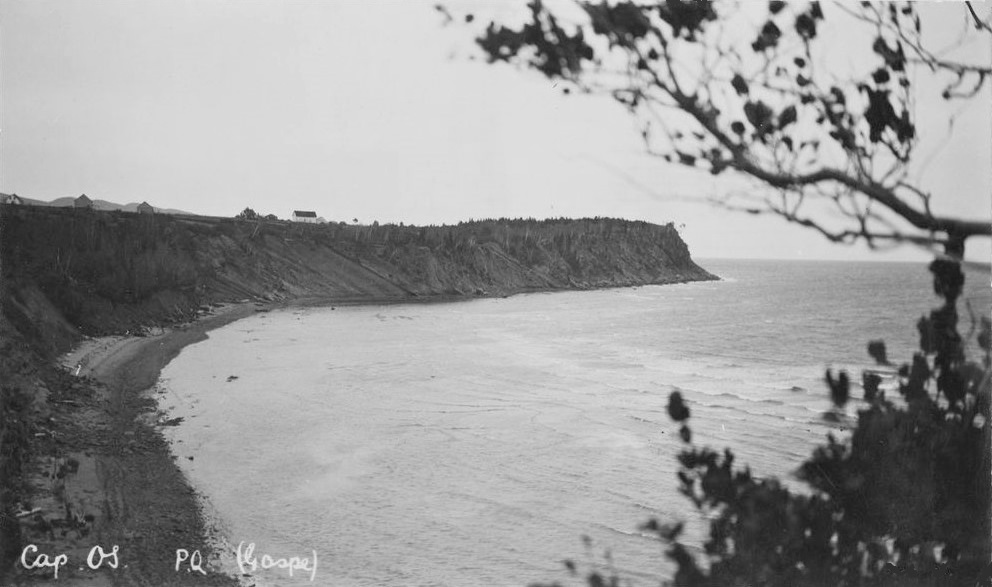
Cap-aux-Os, vers 1940
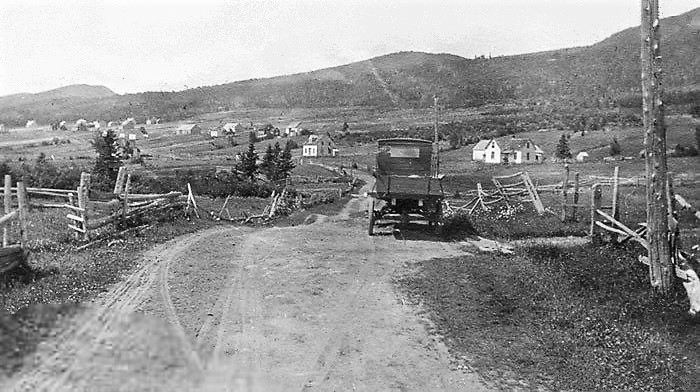
Route, vers 1940

## Attraits
À Cap-aux-Os, il y a une plage municipale, des campings privés et un autre camping qui fait partie du parc Forillon.

## Patron
- Saint Jean-Baptiste.

## Organismes communautaires
- Association des personnes handicapées Val-Rosiers
- Chevaliers de Colomb
- Club des 50 ans et +
- Comité paroissial
- Conseil de Fabrique
- Centre communautaire de loisir de Cap-aux-Os